# Josef Breitner (Bildhauer)

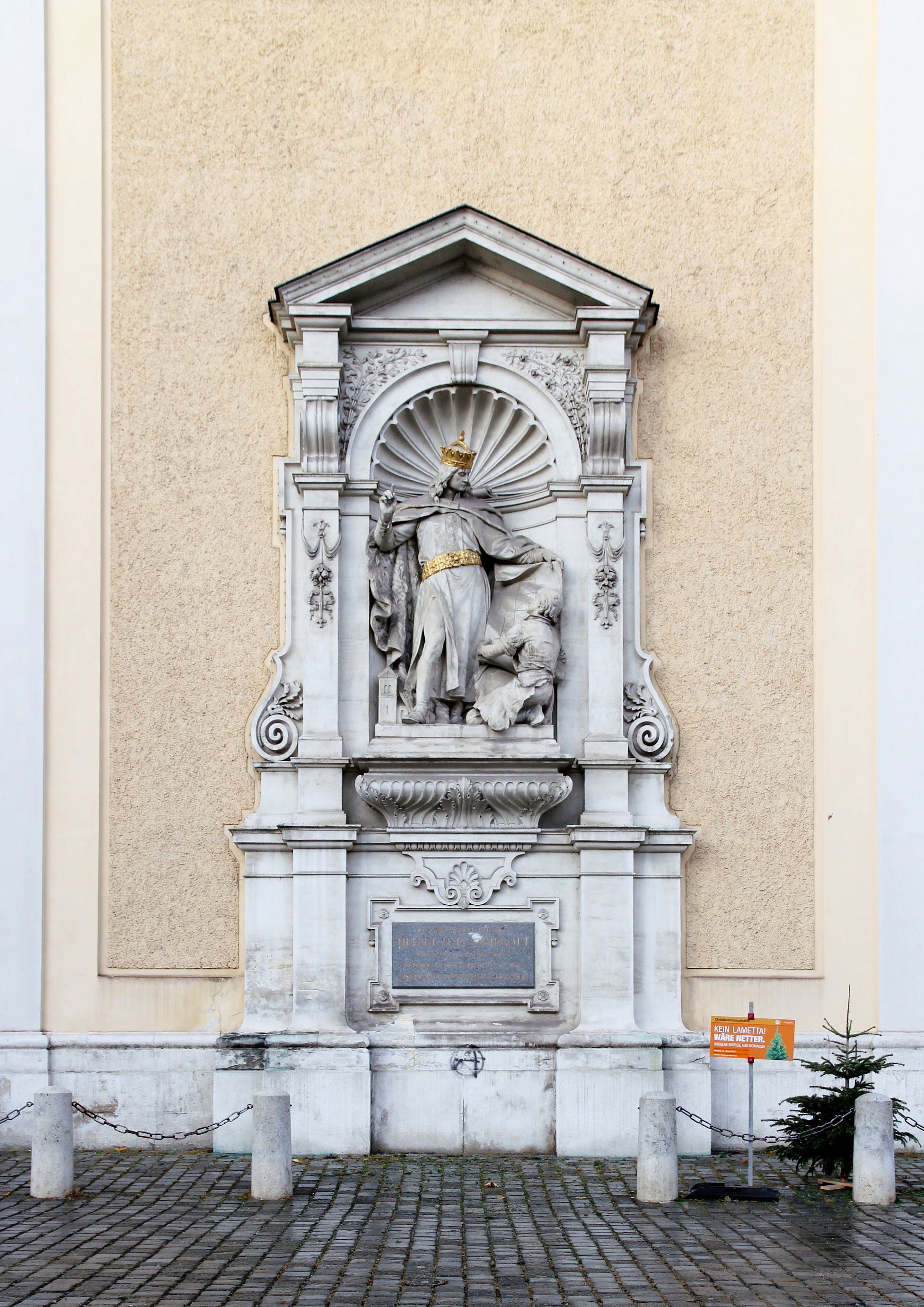
Standbild Herzog Heinrich

Josef Breitner (* 19. Dezember 1864 in Wien; † 22. November 1930 ebenda) war ein österreichischer Bildhauer.
Breitner studierte von 1879 bis 1885 und von 1888 bis 1891 an der Wiener Kunstgewerbeschule bei August Kühne und Otto König. Ab 1895 war er als Lehrer, von 1898 bis 1920 als Professor für Bildhauerei an der Kunstgewerbeschule tätig. Zu seinen Schülern zählten unter anderen Wilhelm Bormann, Jakob Löw, Hans Pontiller, Josef Thorak und Ernst Wagner. Breitner war Mitglied des Künstlerhauses in Wien.
Er wurde am Gersthofer Friedhof bestattet. Das Grab ist bereits aufgelassen.
Er fertigte unter anderem das Standbild Herzog Heinrich Jasomirgotts an der Schottenkirche in Wien.